# GNU Core Utilities
O GNU Core Utilities ou coreutils é um package de GNU software, que contém muitas ferramentas básicas, como cat, ls e rm, necessário para qualquer sistema operacional Unix-like. De fato, é uma combinação de um número de pacotes em série, incluindo textutils, shellutils, e fileutils, juntamente com alguns outros utilitários.

## Capacidades do GNU coreutils
O núcleo de utilitários suportes possuem longas opções como parâmetros para os comandos, como também (salvo se as variáveis de ambiente estiverem definidas como POSIXLY_CORRECT), se a permissão da convenção dos argumentos regulares estiverem mais liberais. Note que estas variaveis de ambiente permitem funcionalidades diferentes no sistema BSD.

## Programas incluídos no coreutils
| Arquivos utilitários                                | Arquivos utilitários                                                                                         |
| --------------------------------------------------- | --- |
| chcon                                               | Altera o contexto de segurança dos arquivos (SELinux)                                                        |
| chgrp                                               | Altera propriedade do grupo de arquivos                                                                      |
| chown                                               | Altera propriedades do arquivo                                                                               |
| chmod                                               | Altera as permissões de um arquivo ou diretório                                                              |
| cp                                                  | Copia arquivo ou diretório                                                                                   |
| dd                                                  | Copia e converte um arquivo                                                                                  |
| df                                                  | Mostra o espaço livre do disco em um sistema de arquivos                                                     |
| dir                                                 | É exatamente igual ao "ls -C -b". (Os arquivos são listados por padrão em colunas e ordenados verticalmente) |
| dircolors                                           | Configuração da cor para o comando ls                                                                        |
| install                                             | Copia arquivos e atribui definições                                                                          |
| ln                                                  | Cria link para um arquivo                                                                                    |
| ls                                                  | Listas os arquivos de um diretório                                                                           |
| mkdir                                               | Cria um novo diretório                                                                                       |
| mkfifo                                              | Faz named pipes (FIFOs)                                                                                      |
| mknod                                               | Constroi o Device Filesystem, em blocos que marcam com caracteres os arquivos especiais                      |
| mktemp                                              | Cria uma temporary file ou um diretório                                                                      |
| mv                                                  | Move arquivos ou renomeia vários arquivos                                                                    |
| rm                                                  | Remove (deleta) arquivos ou pastas                                                                           |
| rmdir                                               | Removes diretórios vazios                                                                                    |
| shred                                               | Sobrescreve um arquivos para esconder seu conteúdo, e opcionalmente exclui ele                               |
| sync                                                | Libera os buffers do sistema de arquivos                                                                     |
| touch                                               | Altera o arquivo timestamps                                                                                  |
| truncate                                            | Reduz ou aumenta o tamanho de um arquivo para o tamanho especificado                                         |
| vdir                                                | É exatamente igual ao "ls -l -b". (Os arquivos são listados por padrão em um formato longo.)                 |
| Ferramentas para trabalhar com texto (caracteres)   | |
| base64                                              | codifica/decodifica dados e escreve-os por padrão na saída em base64                                         |
| cat                                                 | Concatena e escreve arquivos pela saída padrão                                                               |
| cksum                                               | Faz um checksums e conta a quantidade de bytes em um arquivo                                                 |
| comm                                                | Compara dois arquivos ordenando-os linha por linha                                                           |
| csplit                                              | Divide um arquivo em seções determinadas pelo contexto das linhas                                            |
| cut                                                 | Remove seções/partes de cada linha de um arquivo                                                             |
| expand                                              | Converte tabs em espaço                                                                                      |
| fmt                                                 | Formatador de textos simples                                                                                 |
| fold                                                | Enrola cada linha de entrada para caber na largura especificada                                              |
| head                                                | Saída da primeira parte dos arquivos                                                                         |
| join                                                | Junta linhas de dois arquivos em um campo comum                                                              |
| md5sum                                              | Checa e compara a mensagem MD5                                                                               |
| nl                                                  | Número de linhas de um arquivo                                                                               |
| od                                                  | Transforma arquivos em formato octal ou em outros tipos                                                      |
| paste                                               | Mescla linhas de arquivos                                                                                    |
| ptx                                                 | Produz um índice do conteúdo de um arquivo                                                                   |
| pr                                                  | Converte arquivos de texto para a impressão                                                                  |
| sha1sum, sha224sum, sha256sum, sha384sum, sha512sum | Calcula e verifica o SHA-1 fazendo um resumo SHA-224/256/384/512                                             |
| shuf                                                | Gera combinações aleatórias                                                                                  |
| sort                                                | Organiza as linhas de um texto                                                                               |
| split                                               | Divide um arquivo em pedaços                                                                                 |
| sum                                                 | Contagem e checksums dos blocos de um arquivo                                                                |
| tac                                                 | Concatena e imprime arquivos ao contrário                                                                    |
| tail                                                | Saída da última parte do arquivo                                                                             |
| tr                                                  | Traduz ou exclui caracteres                                                                                  |
| tsort                                               | Realiza uma ordenação topológica                                                                             |
| unexpand                                            | Converte espaços em tabs                                                                                     |
| uniq                                                | Remove linhas duplicadas de um arquivo ordenado                                                              |
| wc                                                  | Imprime o número de bytes, palavras e linhas de um arquivo                                                   |
| Utilitários do Shell                                | |
| arch                                                | Imprime o nome do hardware da máquina (igual ao comando uname -m)                                            |
| basename                                            | Remove o prefixo de um caminho de um determinado Pathname                                                    |
| chroot                                              | Altera o diretório de root                                                                                   |
| date                                                | Imprime/define a data e hora do sistema                                                                      |
| dirname                                             | Retira o sufixo do nome de um arquivo (um não diretório)                                                     |
| du                                                  | Mostra o uso do disco em um sistema de arquivos                                                              |
| echo                                                | Exibe uma linha de texto especifica                                                                          |
| env                                                 | Mostra e modifica as variáveis do ambiente                                                                   |
| expr                                                | Avalia expressões                                                                                            |
| factor                                              | Fatora números                                                                                               |
| false                                               | Sem nada, mas acabou sem sucesso                                                                             |
| groups                                              | Imprme os grupos do qual o usuário é membro                                                                  |
| hostid                                              | Imprime o identificador numérico para o atual host                                                           |
| id                                                  | Imprime o real/efetivo UID e GID                                                                             |
| link                                                | Cria um link para um arquivo                                                                                 |
| logname                                             | Imprime o nome de login do usuário                                                                           |
| nice                                                | Modifica a prioridade de programação                                                                         |
| nohup                                               | Permite a um comando, que continue a ser executado, mesmo que o sistema esteja sendo desligado               |
| pathchk                                             | Verifica se os nomes de arquivos são válidos ou suportados                                                   |
| pinky                                               | Uma versão leve do finger protocol                                                                           |
| printenv                                            | Imprime as variáveis do ambiente                                                                             |
| printf                                              | Formata e imprime dados                                                                                      |
| pwd                                                 | Imprime o diretório de trabalho atual                                                                        |
| readlink                                            | Mostra o valor de um link simbólico                                                                          |
| runcon                                              | Executa comandos em modo específico de segurança                                                             |
| seq                                                 | Imprime uma sequencia de números                                                                             |
| sleep                                               | Atrasa/para um processo por um tempo específico (pré-determinado)                                            |
| stat                                                | Retorna os dados úteis sobre um inode (Nó-i)                                                                 |
| stty                                                | Modifica e imprime as configurações da linha de comando do terminal                                          |
| su                                                  | Executa um shell ou um comando de usuário substituinte e um grupo IDs.                                       |
| tee                                                 | Envia para a saída multiplos arquivos                                                                        |
| test                                                | Avalia uma expressão                                                                                         |
| timeout                                             | Executa um comando por um tempo determinado previamente                                                      |
| true                                                | Sem nada, mas acabou com sucesso                                                                             |
| tty                                                 | Imprime o nome do terminal                                                                                   |
| uname                                               | Imprime informações do sistema                                                                               |
| unlink                                              | Remove o arquivo especificado utilizando a função unlink                                                     |
| uptime                                              | Informa o tempo no qual o sistema está ligado (rodando)                                                      |
| users                                               | Imprime os nomes de usuários atualmente conectados ao host                                                   |
| who                                                 | Imprime uma lista de todos os usuário atualmente logados dentro do sistema                                   |
| whoami                                              | Imprime o atual userid                                                                                       |
| yes                                                 | Imprime uma string (texto) repetidamente                                                                     |
| Outras utilidades                                   | |
| [                                                   | Um sinônimo para teste, esta função permite expressões como [ expressão ].                                   |
| Utilidades do sistema                               | |